# Christian Timm
Christian Timm (Herten, 1979. február 27. –) német labdarúgócsatár.